# Інглінги

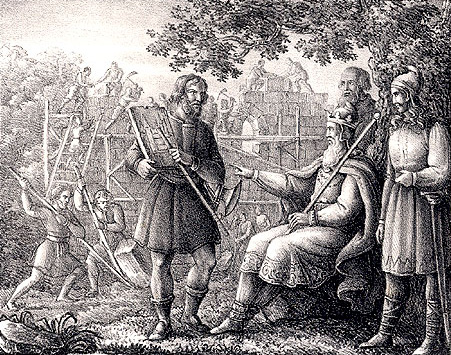
Інгві, від якого походить назва роду

Інглінги — скандинавська династія конунгів, до якої належали перші історичні правителі Швеції і Норвегії. У «Сазі про Інглінгів» Сноррі Стурлусон оповідає про них як про нащадків вана Фрейра і подає докладний родовід. Згадуються вони і в найдавнішому англосаксонському епосі «Беовульф». У Норвегії королі з династії Інглінгів з перервами правили до 1319 року.

## Етимологія назви

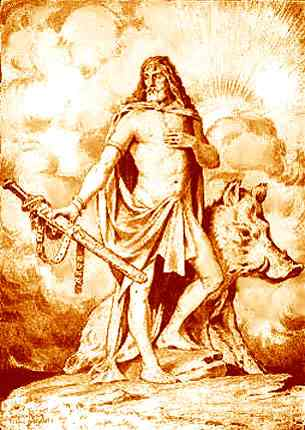
Фрейр-Інгві

Що насправді означає «yngling», невідомо. Зазвичай воно тлумачиться як «нащадки Інгве», але також (як у сучасних скандинавських мовах) може означати просто «юнак». У скальдських катренах слово yngling зустрічається лише в однині. Лише в сагах воно вжите у множині — ynglingera або ynglingene. З катренів, які вважаються надійнішими джерелами, ніж молодші саги, насправді неможливо визначити Інглінгів як один рід. Можливо, Yngling був просто знайомим, переписаним для принца/короля, а не чимось, що мало щось спільне з певним родом.

## Легендарне походження
Основна ідея походження роду — божественна і міфологічна. Таке тлумачення називається евгемеризм. Подібні міти пояснюють уже наявні речі, легітимізують високе становище роду. Міти про походження були широко поширені в Європі в ранньому Середньовіччі. Невідомо, коли конкретно виник міт про походження Гаральда Горфагера, але це могло бути в IX ст., тобто в час об'єднання ним Норвегії. Деякі дослідники також вважають, що поняття Інглінги було створено в XI—XII століттях, тобто лише пізніше вважалося, що Гаральд походить від самого Фрейра.
Легендарний предок родини Інглінг, ван Фрейр, син Ньйорда, мав сина Фйольніра від йотунки Герд. Цей син став першим конунгом. Таким чином, Фйольнір був наполовину богом, наполовину велетнем. Це означало, що він повинен мати сили з обох світів і, отже, бути чимось абсолютно унікальним. Це основна ідея міту: правитель є чимось особливим, що надає йому та його родині унікальне становище відносно інших родів.

## Історичні відомості
Родовід Інглінгів базується на деяких джерелах, зокрема «Переліку Інглінгів» скальда Тьодольва з Гвініра (кін. IX ст.) та на «Сазі про Інглінгів», створеній Сноррі Стурлусоном між 1220 і 1230 роками.
За результатами досліджень достовірно відомо, що конунги з роду Інглінгів правили у Швеції (з першої половини IX ст. до 1060 року) і Норвегії (IX ст. — 1319 рік). Столицею династії шведських Інглінгів була Стара Уппсала. Ісландські розповідають про ряд представників династії, які переїхали в Ісландії і стали частиною місцевої аристократії. Конунг Гальвдан Чорний став батьком Гаральда Прекрасноволосого, засновником династії Горфагерів, гілки Інглінгів.
Сноррі натякає на менш божественне походження цієї династії в «Мові поезії»: одного короля війни звали Скельфір; і його рід називається Інглінг: його рід у Східній Країні. Рядок не дає якоїсь конкретної інформації, але не пов'язує рід з богами.
Деякі з роду з'являються в «Беовульфі»: Еадгілс (Адільс), Онела (Айле) і Отере (Оттар), але тут вони називаються Скільфінгами.
У «Мові поезії» Стурлусон розповідає про Гальвдана Старого, «найзнаменітішого конунга» і вісімнадцятьох його синів. Перші дев'ять були великими воїнами, вони загинули, не залишивши дітей. Решта стали предками різних королівських родів, включаючи «Інгві, від якого походять Інглінги». Імовірно, Гальвдан Старий це легендарний персонаж, який був вигаданий, щоб обгрунтувати походження декількох благородних родів.
Праця «Як було засновано Норвегію» є розповіддю про походження різних легендарних норвезьких родів. Вона також простежує нащадків велетня Форньота, «Готланду, Кенланду та Фінляндії», через правнука Нора, який тут є епонімом і першим великим королем Норвегії, а потім надає подробиці про нащадків Нора та його брата Гора в наступному розділі, відомому як «Генеалогія». Розповідь нагадує початок «Оркнейської саги», яка дає дещо іншу версію історії та надає деталі лише про нащадків Гора, включно з інформацією, якої немає в «Заснуванні Норвегії» чи «Генеалогії». Значна частина матеріалу в цих розповідях більше ніде не знайдена, особливо відстеження багатьох знатних родин до велетнів, а не до Одіна, що є тенденцією в інших місцях.
У «Генеалогіях» також стверджується, що багато героїчних сімей, відомих у скандинавській традиції, але які не жили у Норвегії, мали фінське походження, переважно від правнука Нора Гальвдана Старого. Потім показано, що майже всі родоводи, що походять від Гальвдана, відновлюються в особі Гаральда Прекрасноволосого, першого короля Норвегії. Цю інформацію можна підтвердити в інших джерелах.
Розповідь «Генеалогії» закінчується переліком королівських нащадків Гаральда аж до Олафа IV і твердженням, що праця була написана в 1387 році.

### Зі Швеції до Норвегії
За словами Сноррі, династія очолила заселення шведських провінцій і утвердилася як королі цих земель, не заперечуючи верховенство шведського короля в Уппсалі, поки династія майже не знищила себе разом з Інг'яльдом Підступним і його падінням. Його нащадки, втім, вціліли і переселилися у Норвегію. Олаф Лісоруб був родоначальником норвезької гілки.

## Родовід відповідно до джерел
| Беовульф VIII — поч. XI ст. | Список Інглінгів IX ст. | Книга ісландців 1130-ті | Historia Norwegiæ XII ст. | Сага про Інглінгів 1230-ті | Як заселялася Норвегія 1387 |
| --------------------------- | ----------------------- | ----------------------- | ------------------------- | -------------------------- | --------------------------- |
|                             |                         |                         |                           |                            | Бурі                        |
|                             |                         |                         |                           |                            | Бор                         |
|                             |                         |                         |                           |                            | Одін                        |
|                             |                         | Інгві                   | Інгві                     |                            | Фрейр                       |
|                             |                         | Ньйорд                  | Ньйорд                    | Ньйорд                     | Ньйорд                      |
|                             |                         | Фрейр                   | Фройр                     | Інгвіфрейр                 | Фрейр                       |
|                             | Фйольнір                | Фйольнір                | Фйольнір                  | Фйольнір                   | Фйольнір                    |
|                             | Свейгдір                | Свегдір                 | Свегдір                   | Свегдір                    | Свейгдір                    |
|                             | Ванланді                | Ванланді                | Ванланда                  | Ванланді                   | Ванланді                    |
|                             | Вісбур                  | Вісбур                  | Вісбур                    | Вісбур                     | Вісбур                      |
|                             | Домальді                | Домальд                 | Домальд                   | Домальді                   | Домальді                    |
|                             | Домар                   | Домар                   | Домар                     | Домар                      | Домар                       |
|                             | Дюггві                  | Дюггві                  | Дюггві                    | Дюггві                     | Дюггві/Трюггві              |
|                             | Даг Мудрий              | Даг                     | Даг                       | Даг Мудрий                 | Даг                         |
|                             | Агні                    | Алрік                   | Алрік                     | Агні                       | Агні Ск'ялфарбонді          |
|                             | Алрік і Ерік            | Агні                    | Гогні                     | Алрік і Ейрік              | Алрік                       |
|                             | Інгві і Альв            | Інгві                   | Інгальдр                  | Інгві і Альв               | Інгві                       |
|                             | Йорунд                  | Йорунд                  | Йорунд                    | Йорунд і Ейрік             | Йорундфроді                 |
|                             | Аун                     | Аун Старий              | Аун                       | Аун Старий                 | Аун Старий                  |
| Егіл                        | Егіл                    | Егіл Вендельський Ворон | Ейгіл Вендельський Ворон  | Егіл Туннундолг            | Егіл Туннандолг             |
| Оттар і Онела               | Оттар                   | Оттар                   | Отере                     | Оттар Вендельський Ворон   | Оттар Вендельский Ворон     |
| Еагдільс і Енмунд           | Адільс                  | Адільс з Уппсали        | Адільс/Азільс             | Адільс                     | Адільс з Уппсали            |
|                             | Ейстен                  | Ейстен                  | Ейстен                    | Ейстен                     | Ейстен                      |
|                             | Інгвар                  | Інгвар                  | Інгвар                    | Інгвар                     | Інгвар Високий              |
|                             | Анунд                   | Анунд Першовідкривач    | Анунд Першовідкривач      | Анунд Першовідкривач       | Анунд Першовідкривач        |
|                             | Інг'яльд                | Інг'яльдр Злий          | Інг'яльдр                 | Інг'яльдр Злий             | Інг'яльдр Злий              |
|                             | Олав                    | Олав Лісоруб            | Олав Лісоруб              | Олав Лісоруб               | Олав Лісоруб                |
|                             | Гальвдан                | Гальвдан Біла Кістка    | Гальвдан Біла Кістка      | Гальвдан Біла Кістка       | Гальвдан Біла Кістка        |
|                             | Ейстейн                 |                         | Ейстейн                   | Ейстейн                    | Ейстейн                     |
|                             | Гальвдан                |                         | Гальвдан                  | Гальвдан Щедрий            | Гальфдан Щедрий             |
|                             | Гудрьод                 | Гудрьод                 | Гудрод                    | Гудрьод Король Полювання   | Гудрьод Король Полювання    |
|                             | Олав                    | Олав                    | Гальвдан Чорний           | Олав                       | Гальвдан Чорний             |
|                             | Рангвальд Шанований     | Гельгі                  | Гаральд                   | Рьонгвальд Славний         | Гаральд Горфагер            |

## Королі Норвегії з династії Інглінгів
Наприкінці IX ст. Норвегія об'єдналася в одне королівство. На західному березі Віку (тепер Християнс-фйорд) був розташований фюльке Вестерфйорд, сьогоднішній Вестфолл, у якому першопочатково правили королі з династії Інглінгів. Згодом столиця помінялася на Тронгейм, який залишався нею майже всю історію першої норвезької держави з перервами.
Нижче наведений список королів Норвегії з цієї династії та роки їх правління (в дужках). Перелік впорядковано за хронологічним принципом до Гокона V Магнуссона, після якого Норвегію успадкував онук з Фолькунгів. Певні обставини вказані у виносках.
- Гаральд I Прекрасноволосий (872—930);
- Ейрік I Кривава Сокира (930—935);
- Гокон I Добрий (935—961);
- Гаральд II Сірий Плащ (961—970)[11];
- Олаф I Трюггвасон (995—1000)[12];
- Олаф II Гаральдссон (1015—1028)[13];
- Магнус I Добрий (1035—1047);
- Гаральд III Суворий (1047—1066);
- Олаф III Спокійний (1066—1069);
- Магнус II Гаральдссон (1066—1069);
- Олаф III Спокійний (1069—1093);
- Магнус III Босоніг (1093—1103);
- Ейстейн I Магнуссон (1103—1123);
- Сігурд I Хрестоносець (1103—1130)[14];
- Магнус IV Сліпий (1130—1135);
- Гаральд IV Гіллі (1130—1136);
- Сігурд II Мунн (1136—1155);
- Інге I Горбань (1136—1161);
- Ейстейн II Гаральдссон (1142—1157);
- Гокон II Широкоплечий (1157—1162);
- Магнус V Ерлінгссон (1162—1184);
- Сверрір I Сігурдссон (1184—1202);
- Гокон III Сверрірссон (1202—1204);
- Гутторм I Сігурдссон (2 січня — 12 серпня 1204 року)
- Інге III Бардссон (1205—1217);
- Гокон IV Старий (1217—1263);
- Магнус VI Виправник Законів (1263—1280);
- Ейрік II Магнуссон (1280—1299);
- Гокон V Магнуссон (1299—1319).